# Second City derby

El Second City derby (o derby de Birmingham), es el derby de fútbol más importante de la ciudad de Birmingham, Inglaterra. Lo disputan los dos equipos más importantes de la ciudad, el Aston Villa y el Birmingham City. Se considera uno de los derbies más importante en Inglaterra.
El primer partido fue disputado en 1879, con victoria para el Birmingham City por 1-0.

## Estadísticas
Estadísticas actualizadas al último partido el 10 de marzo de 2019

#### Aston Villa local (Villa Park)
| Competición        | Partidos | Ganados Aston Villa | Empates | Ganados Birmingham | Goles Aston Villa | Goles Birmingham |
| ------------------ | -------- | ------------------- | ------- | ------------------ | ----------------- | ---------------- |
| Liga (1ª División) | 50       | 25                  | 13      | 12                 | 91                | 62               |
| Liga (2ª División) | 7        | 4                   | 1       | 2                  | 10                | 8                |
| FA Cup             | 2        | 2                   | 0       | 0                  | 5                 | 0                |
| Copa de la Liga    | 4        | 3                   | 1       | 0                  | 7                 | 0                |
| Total              | 63       | 34                  | 15      | 14                 | 113               | 70               |

#### Birmingham City local (St. Andrews Stadium)
| Competición        | Partidos | Ganados Birmingham | Empates | Ganados Aston Villa | Goles Birmingham | Goles Aston Villa |
| ------------------ | -------- | ------------------ | ------- | ------------------- | ---------------- | ----------------- |
| Liga (1ª División) | 49       | 20                 | 13      | 16                  | 74               | 66                |
| Liga (2ª División) | 8        | 2                  | 3       | 3                   | 9                | 8                 |
| FA Cup             | 1        | 0                  | 1       | 0                   | 0                | 0                 |
| Copa de la Liga    | 4        | 2                  | 0       | 2                   | 5                | 5                 |
| Total              | 62       | 24                 | 17      | 21                  | 88               | 79                |

### Total enfrentamientos
| Competición         | Partidos | Ganados Aston Villa | Empates | Ganados Birmingham | Goles Aston Villa | Goles Birmingham |
| ------------------- | -------- | ------------------- | ------- | ------------------ | ----------------- | ---------------- |
| Liga (1ª División)  | 100      | 42                  | 26      | 32                 | 158               | 136              |
| Liga (2ª División)  | 14       | 7                   | 3       | 4                  | 18                | 17               |
| FA Cup              | 3        | 2                   | 1       | 0                  | 6                 | 0                |
| Copa de la Liga     | 8        | 5                   | 1       | 2                  | 12                | 5                |
| Otras competiciones | 117      | 51                  | 29      | 37                 | 182               | 152              |
| -                   | 242      | 107                 | 60      | 75                 | 376               | 310              |

## Goleadores
| Jugador            | Equipo          | Goles |
| ------------------ | --------------- | ----- |
| Billy Walker       | Aston Villa     | 11    |
| Joe Bradford       | Birmingham City | 8     |
| Tom Waring         | Aston Villa     | 7     |
| John Campbell      | Aston Villa     | 5     |
| Johnny Crosbie     | Birmingham City | 5     |
| Johnny Crosbie     | Birmingham City | 5     |
| John Devey         | Aston Villa     | 5     |
| Ken Leek           | Birmingham City | 5     |
| Gabriel Agbonlahor | Aston Villa     | 4     |
| Eric Houghton      | Aston Villa     | 4     |
| Gerry Hitchens     | Aston Villa     | 4     |
| Andy Gray          | Aston Villa     | 4     |
| Barry Bridges      | Birmingham City | 4     |
| George Briggs      | Birmingham City | 4     |
| Trevor Francis     | Birmingham City | 4     |
| Arthur Mounteney   | Birmingham City | 4     |